# Kayon
Kayon är en ort i Burkina Faso.   Den ligger i provinsen Province du Bam och regionen Centre-Nord, i den centrala delen av landet, 120 km norr om huvudstaden Ouagadougou. Kayon ligger 322 meter över havet och antalet invånare är 479.
Terrängen runt Kayon är platt. Närmaste större samhälle är Kora, 17,8 km sydväst om Kayon.
Trakten runt Kayon består i huvudsak av gräsmarker. Runt Kayon är det ganska glesbefolkat, med 34 invånare per kvadratkilometer.